# High Kick!
High Kick! (거침없이 하이킥 (ungefär "high kick utan tvekan") var en populär sydkoreansk sitcom om familjen Lee. Showen visades i Sydkorea från måndag till fredag. 

## Karaktärer
- Lee Soon-jae, familjens överhuvud (far)
- Nah Moon-hee, mor
- Lee Joon-ha, son till Soon-jae och Mun-hee. En stark ung man med stor aptit.
- Lee Min-yong, en senkommen son till Soon-jae och Mun-hee. Han arbetar som lärare.
- Park Hae-mi, fru till Lee Joon-ha.